# Бублик, Юрий Тимофеевич
Юрий Тимофеевич Бублик (укр. Юрій Тимофійович Бублик; род. 13 апреля 1950 года, с. Пологи Сумской области Украинской ССР) — украинский государственный и политический деятель, народный депутат Украины 2 созыва (1994—1998), председатель Ахтырской райгосадминистрации (04.2003 — 11.2004).

## Биография
Родился 13 апреля 1950 года в с. Пологи, Ахтырский район, Сумская область.
Окончил Маловысторопский совхоз-техникум (1984—1987), агроном

; Сумской сельскохоз. ин-т, агроном. Народный депутат Украины 2-го созыва с 04.1994 (2-й тур) до 04.1998, Тростянецкий выб. окр. № 354, Сум. обл., выдвинут. тр. кол. Член Комитета по вопросам АПК, земельных ресурсов и социального развития села.
- 01.1965 — 02.1969 — колхозник, 02.1969-04.1970 — бригадир комплексной бригады колхоза «Искра» Ахтырского района.
- 05.1970 — 05.1972 — служба в армии, город Москва.
- 06.1972 — 03.1990 — бригадир комплексной бригады колхоза «Искра» Ахтырского района.
- 03.1990 — 11.1994 — председатель колхоза (КСП) имени Ленина Тростянецкого района.
- 04.1994 —  04.1998 —  народный депутат верховной рады 2-го созыва
- 05.1998 — 05.2001 — председатель правления Сумской областной ассоциации «Сумыоблагрохим».
- 05.2001 — 08.2002 — заместитель начальника Главного управления сельского хозяйства и продовольствия Сумской облгосадминистрации.
- 08.2002 — 04.2003 — исполнительной директор Ассоциации «Дивитас-хлеб» Тростянецкого района.

## Награды
Ордена Трудового Красного Знамени (12.1983), «Знак Почета» (12.1977). Две золотые медали ВДНХ СССР.

## Семья
Украинец. Отец Тимофей Петрович (1911—1987) и мать Анна Федоровна (1914—2000) — колхозники колхоза «Искра»; жена Екатерина Семеновна (1947) — пенс.; сын Андрей (1973) — председатель областной ассоциации по выполнению агрохимических работ «Сумиоблагрохим»; дочь Анна (1976); сын Роман (1979) — работник регионального отдела Фонда государственного имущества Украины.

## Источник
- Справка